# Gutter Ballet
Albums de Savatage
Hall of the Mountain King
(1987) Streets: A Rock Opera
(1991)
Gutter Ballet est le 5e album studio du groupe Savatage sorti en 1989.

## Liste des titres
Toutes les pistes écrites et composées par Jon Oliva, Criss Oliva & Paul O'Neill, sauf indication.
1. "Of Rage and War" – 4:47
2. "Gutter Ballet" – 6:20
3. "Temptation Revelation" (Instrumental) – 2:56
4. "When the Crowds Are Gone" – 5:45
5. "Silk and Steel" (Instrumental) (Criss Oliva / Paul Silver) –2:56
6. "She's in Love" – 3:51
7. "Hounds" – 6:27
8. "The Unholy" – 4:37
9. "Mentally Yours" – 5:19
10. "Summer's Rain" – 4:33
11. "Thorazine Shuffle" – 4:43

## Singles
- "Gutter Ballet" (1990)
- "When the Crowds are Gone" (1990)

## Composition du groupe
- Jon Oliva – chants & piano
- Criss Oliva – guitares
- Steve Wacholz – batterie
- Johnny Lee Middleton – basse
- Chris Caffery - guitares & claviers

## Note(s)
- Billboard 200: #124 (1989)